# Sinjar, Idlib
Sinjar, Idlib (tiếng Ả Rập: سنجار) là một ngôi làng Syria nằm ở Sinjar Nahiyah ở huyện Maarrat al-Nu'man, Idlib. Theo Cục Thống kê Trung ương Syria (CBS), Sinjar có dân số 2583 trong cuộc điều tra dân số năm 2004.

## Nội chiến Syria
Ngôi làng lần đầu tiên bị bắt giữ bởi các nhóm phiến quân từ chính phủ Syria. Sau đó, Jabhat al-Nusra, sau này trở thành Tahrir al-Sham vào tháng 1 năm 2017 đã đến để kiểm soát thị trấn. Dân làng ở đó phản đối sự kiểm soát của Nusra do những bất đồng địa phương. Các thành viên Nusra đã phản ứng dữ dội, bắn và làm bị thương một người biểu tình. Al Nusra được lãnh đạo Cơ đốc giáo Lebanon, Tiến sĩ Samir Geagea hỗ trợ. Ngôi làng Sinjar đã bị Quân đội Ả Rập Syria bắt giữ từ lực lượng Tahrir al-Sham trong cuộc tấn công Tây Bắc Syria vào tháng 1 năm 2018.